# Полухин, Иван Андреевич

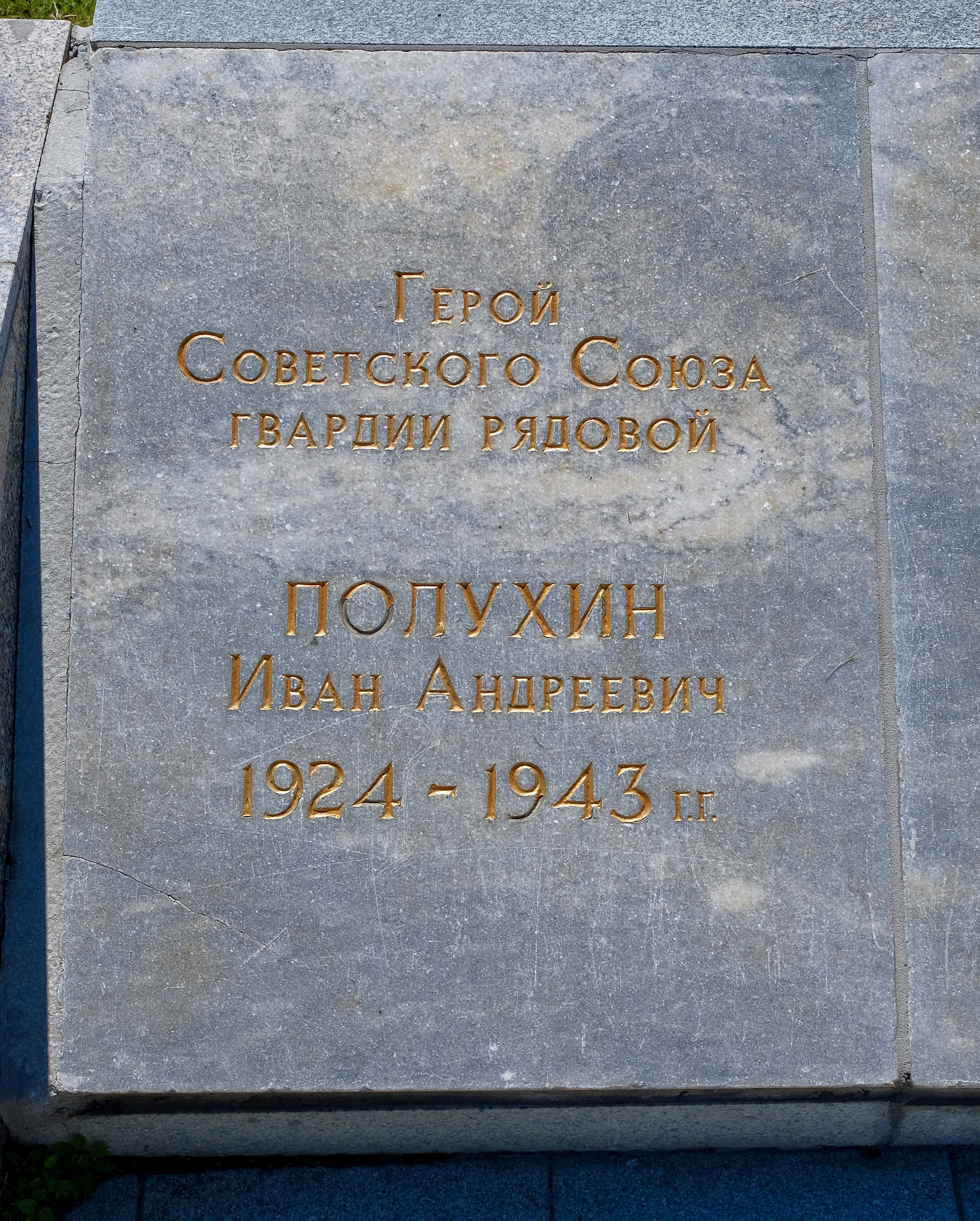
Памятная плита на площади Побед в Реже

Ива́н Андре́евич Полу́хин (1 июля 1924, Режевской район, Уральская область — 15 января 1943, Красновка, Ростовская область) — стрелок 130-го гвардейского стрелкового полка (44-й гвардейской стрелковой дивизии, 6-го гвардейского стрелкового корпуса, 1-й гвардейской армии, Юго-Западного фронта, Гвардии красноармеец. Герой Советского Союза.

## Биография
Родился в 1924 году в деревне Голендухино (ныне — Режевской район Свердловской области) в крестьянской семье.
Получил неполное среднее образование. Работал в колхозе «Пролетарка».
На фронте Великой Отечественной войны с 1942 года. Особо отличился при освобождении Ростовской области.
Утром 15 января 1943 года группа солдат в количестве 13 человек во главе с командиром роты Иваном Ликуновым, среди которых был Полухин, несмотря на пулемётный и миномётный огонь и численное превосходство противника, ворвалась на окраину посёлка Донской (ныне посёлок Красновка Тарасовского района Ростовской области), захватила 3 дома и удерживала их в течение дня. Немецкие солдаты предлагали им сдаться и несколько раз безуспешно бросали против бойцов до роты пехоты с танками. Тогда они обложили дома соломой и подожгли. Группа Ликунова попыталась вырваться из окружения, вступив в рукопашный бой, однако силы оказались неравны и все советские воины погибли.
Похоронен в братской могиле на станции Красновка.
Указом Президиума Верховного Совета СССР «О присвоении звания Героя Советского Союза начальствующему и рядовому составу Красной Армии» от 31 марта 1943 года за «образцовое выполнение боевых заданий командования на фронте борьбы с немецкими захватчиками и проявленные при этом отвагу и геройство» удостоен посмертно звания Героя Советского Союза.

## Память
- У перрона станции Красновка установлен памятник 13-ти Героям.
- В Москве в Центральном музее Вооружённых Сил оборудован стенд «Тринадцать Героев Красновки»[2].